# Drásov (Boêmia Central)
Drásov é uma comuna checa localizada na região da Boêmia Central, distrito de Příbram.